# Жан-Оноре Фрагонар
Жан-Оноре Фрагонар (на френски: Jean-Honoré Fragonard) е френски художник, най-известният сред късните представители на стила рококо.

## Биография
Оноре Фрагонар е роден в семейството на ръкавичаря Франсоа Фрагонар и Франсоаз Пети, дъщеря на търговец.
През 1738 г. семейството се мести в Париж. Младият Фрагонар работи за кратко като чиновник в кантора на нотариус. Опитът му да стане ученик на Франсоа Буше е неуспешен. Най-известният по това време в Париж художник преценява, че младежът не е достатъчно подготвен, за да работи при него. Все пак той му помага да стане ученик на големия майстор на натюрморта Жан-Батист-Симеон Шарден. След около половин година Фрагонар отново се опитва да постъпи в ателието на Буше, този път успешно (1748 – 1749).
Върху развитието му като творец влияние оказва не само прекият му учител, но и Рембранд, когото Фрагонар старателно изучава в Лувъра. Запазени са пет копия, правени от младежа по картината „Светото семейство“ на нидерландския майстор.
По съвет на учителя си Буше, през 1752 г. младежът участва в конкурс, организиран от Кралската художествена академия. Темата е „Иеровоам принася жертва на идолите“. Картината на Фрагонар печели първо място. Римската премия му осигурява правото на обучение в Италия за сметка на академията и му дава престиж в света на официалното френско изкуство.
От декември 1756 до април 1761 Фрагонар пребивава в Рим. Тук той е изключително впечатлен от творбите на Ренесанса и Античността. Според докладите на Шарл Жозеф Натуар, директор на филиала на Френската академия в Рим, в началото Фрагонар дори е потиснат от превъзходството на това изкуство. Майсторите, от които се възхищава най-много, са Микеланджело, Рафаело и Тиеполо.
Когато трите години обучение свършват, художникът успява да измоли удължение на престоя си с още една. В Италия той се запознава с художника Юбер Робер, който също е там на обучение. Двамата често рисуват на пленер античните развалини в околностите на Рим. Техен покровител става абат Сен-Нон, колекционер, меценат и сам художник любител. По негова покана Фрагонар пребивава във „Вила д′Есте“ в Тиволи, където прави серия от рисунки.
През 1761 г., след кратък престой в Неапол и Венеция, Фрагонар се завръща в Париж. За Салона (официална изложба, провеждана веднъж на две години) той подготвя голямото платно на митологична тема „Жрецът Корез жертва себе си, за да спаси Калироя“. Картината е приета с одобрение от журито и закупена от крал Луи XV. Благодарение на нея Фрагонар става кандидат-член на Академията. Той се надява на големи и доходоносни поръчки от страна на краля, но се разочарова. Парите за „Жрецът Корез“ са му изплатени едва през 1771 г. Фрагонар се пренасочва изцяло към рисуването на малки, изящни картини с пасторални, галантни и еротични сюжети за частни поръчители. Както показват по-ранните му произведения, той има и естествено предпочитание към този род творби.
В 1767 г. Фрагонар за втори и последен път участва в парижкия Салон. В него той се представя с картината „Глава на старец“ и проектът за декорация на хотел „Бержер“ „Групи деца в небето“. Художникът не проявява повече интерес към академична кариера.
През септември 1768 г. Фрагонар се жени за ученичката си Мари-Ан Жерар, дъщеря на парфюмерист от Грас. Тя е с 13 години по-млада от него. На 16 декември 1769 г. се ражда дъщеря им Хенриета Розали.
Октомври 1773 г. Фрагонар предприема пътешествие из Европа съвместно с откупчика на данъци Бержере, сочен като един от най-богатите хора за времето си. С тях е и синът на финансиста, на когото художникът преподава рисуване. Заедно те посещават Италия (Флоренция, Генуа, Рим, Неапол) и Централна Европа, (Виена и Прага). През септември 1774 г. се завръщат в Париж. Съществуват сведения, че Фрагонар и Беранже влошават отношенията си в края на пътуването. Причините не са установени. Възможно е да се касае за многобройните творби на художника, които откупчикът взема като компенсация, че финансира пътуването му. Със сина на Беранже, Фрагонар запазва приятелски отношения. Чест гост е в дома му.
През 1775 г., по поръчка на херцог Пентевр, художникът създава декоративно пано за украса на тавана на „Отель де Тулуз“. Размерите на този пейзаж (216 X 335 см) са необичайни за Фрагонар, свикнал да работи на малки платна. През следващите години той рисува серия от 12 пейзажа, които независимо от разликата в размерите си, са изпълнени в светли и нежни тонове. През седемдесетте години, Фрагонар създава и поредица портрети на знатни дами и актриси. Повечето са правени по-поръчка. В тях характеристиката на модела отстъпва на еднотипността и митологичните атрибути.
В 1780 г. се ражда синът на художника, Александър Еварист, който по-късно наследява бащината си професия.
През 1788 г. умира дъщерята на Фрагонар, а самият той преживява тежко боледуване.
Избухналата през 1789 Френска революция се отразява неблагоприятно върху него. Според новите разбирания, изкуството на Фрагонар е остаряло и свързано с монархията. През 1790 г. той напуска Париж, където се чувства ненужен. Връща се в родния си град.
В 1792 г. Фрагонар отново е в столицата. С помощта на Жак-Луи Давид, той е назначен за управител на музея в Лувъра. На този пост остава до 1800 г. Приносът му към формирането на една от най-големите в света колекции на изобразително изкуство е значителен.
Бурните събития на епохата, като Директорията и режимът на Наполеон I, не се отразяват върху живота му.
На 22 август 1806 г. Фрагонар умира в дома си в Париж.

## Творчество
Върху стила на Оноре Фрагонар влияние оказва както учителя му Буше, така и италианското ренесансово изкуство. Въпреки че е типичен майстор на рококото, в по-късното му творчество отражение има и класицизмът. Докато в произведенията от своята младост художникът влага много фантазия и експресивност, късните му картини са по-традиционни и донякъде еднотипни.
В жанрово отношение изкуството на Фрагонар е разнообразно. Наред с галантните картини той рисува портрети, пейзажи, митологични и алегорични композиции. Работи в областта на илюстрацията. Като млад се занимава и с графика, но почти не са се запазили негови офорти.
- „Игра на сляпа баба“, 1751 г.
- „Музикално състезание“, 1754 – 55 г.
- „Риналдо в градините на Армида“, 1763 г.
- „Люлката“, 1767 г.
- „Любовното писмо“, 1769 – 70 г.
- „Четяща жена“, 1773 – 76 г.
- „Открадната целувка“
- „Четене“

### Илюстрации
- Рисунки към поемата „Неистовият Роланд“ на Ариосто, рисувани с молив, туш и сепия. Остават незавършени.
- Илюстрации към „Освобождението на Йерусалим“ от ренесансовия поет Торквато Тасо.
- Илюстрации за издание на басните на Жан дьо Лафонтен. Гравьорът изпълнил офортите по рисунките на Фрагонар, до голяма степен ги е лишил от първоначалната им експресивност.

Илюстрациите на Фрагонар се отличават със свободно импровизаторско изпълнение. Често не следват точно сюжета.